# Daewoo Maepsy
El Daewoo Maepsy (대우 맵시) fue un automóvil compacto fabricado por  Grupo Daewoo (y su antecesor Saehan Motors) en Corea del Sur desde 1977 hasta 1989. El Maepsy, originalmente, Saehan Gemini, era un diseño basado en el Isuzu Bellett Gemini sedán 4 puertas. (conocido bajo el nombre de «Saehan Bird» en versiones de exportación), 
Después de que el Grupo Daewoo obtuviera el control en diciembre de 1982, desde enero de 1983, el nombre se cambió oficialmente a Daewoo Motor Co., los modelos de Saehan fueron nombrados Daewoo, el Maepsy siendo refrescado se convirtió en el Maepsy-Na, (New Maepsy, 맵시 나). La palabra «maepsy» significa «hermosa» en coreano.

## Desarrollo
El Daewoo Maepsy era una variación de la plataforma «T»  de General Motors derivado del Opel Kadett C e Isuzu Gemini ofrecido como un sedán de cuatro puertas y pickup dos puertas.
El Maepsy original estaba equipado con un motor de cuatro cilindros importado de 1492 cc del Isuzu Gemini. La potencia fue de 73 CV (54 kW) a 5.400 rpm, para una velocidad máxima reclamada de 160 km/h (99 mph). Sin embargo, este motor importado hizo el automóvil bastante caro, y cuando se introdujo el Hyundai Pony, la participación de mercado de Saehan cayó precipitadamente. Una medida de popularidad fue retenida ya que el Gemini era el único automóvil compacto en Corea del Sur con una transmisión automática disponible.
En 1981, en un intento de consolidar la industria del transporte de Corea del Sur que había sido duramente golpeada por la recesión de 1980, la nueva dictadura militar de Chun Doo-hwan obligó a Kia Motors a renunciar a la producción de su Brisa y concentrarse por completo en camiones ligeros. A cambio, Saehan y Hyundai tuvieron que renunciar a este segmento del mercado, mientras que una fusión planificada de los dos no se concretó. Estos cambios no solo le permitieron a Saehan tener una mayor participación en el mercado, sino que también pudieron usar el motor de 1,3 litros (Mazda TC) construido en el país que Kia ya no usaba, lo que redujo considerablemente el precio del nuevo Maepsy. El actualizado Saehan Maepsy se introdujo en febrero de 1982, con el motor de 1.3 litros que usa LPG y produce 76 PS (56 kW) (SAE) para una velocidad máxima de 151 km/h (94 mph). El modelo de 1.5 litros afirmaba 84 CV (62 kW) (SAE) pero de alguna manera tenía una velocidad máxima ligeramente inferior de 150 km/h (93 mph) (140 km/h 87 mph para la automática).  En 1983, el nombre fue cambiado a Daewoo Maepsy.
En septiembre de 1983, para el año modelo 1984, el automóvil recibió un lavado de cara, con faros rectangulares más grandes, convirtiéndose en el Maepsy-Na en el proceso. La parte trasera también se cambió, haciéndose eco del diseño del 1979 Isuzu Gemini. El motor XQ fue construido por Daewoo desde abril de 1984 e instalado en el Maepsy a partir de septiembre, lo que significa que la versión de 1.3 litros de Kia fue retirada. La potencia reivindicada para el anterior 1.5 ahora era solo de 60 CV (44 kW) ya que Corea del Sur había cambiado al uso de clasificaciones DIN, pero cuando llegó el XQ, Daewoo una vez más utilizó SAE bruto y afirmó 85 CV (63 kW). Entre 1982 y 1989, se construyeron 400,000 Maepsys y Maepsy-Nas. La producción del sedán regular terminó en julio de 1986. El modelo fue reemplazado por el Daewoo Le Mans que se basó en el Opel Kadett E / Vauxhall Astra MK2, aunque se siguió produciendo una versión destinada al uso de taxis hasta 1989.

## Saehan Max / Daewoo Max pickup
Comenzando en agosto de 1979, Saehan Motors fabricó la camioneta tipo pickup derivada de la plataforma «T»  de General Motors  llamada Saehan Max, y como Saehan Max 850 (reflejando la capacidad de carga máxima) en 1980 para exportación. Entre 1982 a 1988 el  Grupo Daewoo se hizo cargo de Saehan Motors y la pickup pasó a llamarse Daewoo Max.  Estos tienen el motor de 1.5 litros de cuatro cilindros, aunque el motor diésel de 2 litros de Opel estuvo disponible en mayo de 1980.
El Pickup tenía un diseño convencional de carrocería sobre bastidor detrás de la cabina y un compartimiento (caja, platón, cama o palangana) de carga extraíble, pero conservaba la construcción monocasco del Kadett  en la mitad delantera del vehículo, permitiendo que el compartimiento de carga sea totalmente independiente de la cabina, y como mencionado, pudiendo, incluso, ser removido, cosa que no sucede en el coupé utilitario Chevy 500 brasileña con un compartimiento de carga integrada detrás de la cabina.
El compartimiento de carga mide 2 metros de largo (6.74 pies) x 1.40 metros de ancho y se apoya sobre la estructura tipo bastidor semiindependiente con largueros (vigas longitudinales) y travesaños (vigas transversales) tipo canal C, el eje trasero está centrado debajo de la estructura suspendido por una suspensión de ballesta. Debajo de la compartimiento de carga entre los largueros detrás de la cabina se encuentra el tanque de gasolina. Su capacidad máxima de la carga útil fue de 850 kg. La pickup estaba equipada con llantas de acero de 13 pulgadas tipo Holden Torona de 5 agujeros.
El Max utilizó el frente original de Gemini, diseño que descendió del Opel Kadett C, incluso cuando el lavado de cara de la Maepsy se introdujo en 1982, también se aplicó al Max en1984. A partir de noviembre de 1984 también se instaló el motor XQ de 1.5 litros en el Max. Max finalizó la producción en 1988 sin un sucesor.
Saehan Max llegó a ser comercializada en algunos países de América del Sur, como Ecuador, Venezuela, Colombia, Argentina, Chile y Uruguay ...en algunos de ellos bajo el nombre de Saehan Gemini (el mismo nombre del Chevette japonés y australiano).